# 日本歴史叢書
『日本歴史叢書』（にほんれきしそうしょ）とは、吉川弘文館の発行する日本史専門の叢書。日本史研究における重要なテーマに関して、それぞれの専門家が一般の読者向けに概説した物。1963年より刊行されている。編集は、日本歴史学会が担当している。
その内容は、通史・古代・中世・近世・近現代・文化の6つに大別される。
同じ吉川弘文館が刊行する姉妹編的な叢書としては『人物叢書』『ユーラシア歴史叢書』がある。

## 一覧
1. 豊田武『武士団と村落』
2. 高橋富雄『蝦夷』
3. 永島福太郎『奈良』
4. 曾我部静雄『日中律令論』
5. 谷口澄夫『岡山藩』
6. 山脇悌二郎『長崎の唐人貿易』
7. 石原道博『倭寇』
8. 虎尾俊哉『延喜式』
9. 木村礎『近世の新田村』
10. 佐々木銀弥『荘園の商業』
11. 和島芳男『中世の儒学』
12. 平尾道雄『土佐藩』
13. 荻野三七彦『印章』
14. 寿岳文章『日本の紙』
15. 伊地知鐵男『連歌の世界』
16. 新見吉治『旗本』
17. 落合重信『条里制』
18. 新城常三『鎌倉時代の交通』
19. 竹内秀雄『天満宮』
20. 八幡一郎『日本文化のあけぼの』
21. 福島正夫『地租改正』
22. 下出積與『神仙思想』
23. 小林剛『肖像彫刻』
24. 田名網宏『古代の交通』
25. 藤岡謙二郎『国府』
26. 荒居英次『近世の漁村』
27. 坂本太郎『六国史』
28. 大野達之助『上代の浄土教』
29. 水野祐『古代の出雲』
30. 桑田忠親『桃山時代の女性』
31. 林英夫『秤座』
32. 吉永昭『近世の専売制度』
33. 村山修一『本地垂迹』
34. 斎藤忠『日本考古学史』
35. 宮城栄昌『琉球の歴史』
36. 川口久雄『平安朝の漢文学』
37. 中野幡能『宇佐宮』
38. 藤田覚『天保の改革』
39. 山本博文『寛永時代』
40. 沼田次郎『洋学』
41. 新野直吉『古代東北の兵乱』
42. 武者小路穣『絵巻の歴史』
43. 斎藤正一『庄内藩』
44. 川村博忠『国絵図』
45. 原田勝正『日本の鉄道』
46. 吉田常吉『安政の大獄』
47. 森山茂徳『日韓併合』
48. 宮家準『熊野修験』
49. 元木泰雄『武士の成立』
50. 宮島新一『肖像画』
51. 松尾正人『維新政権』
52. 北島万次『豊臣秀吉の朝鮮侵略』
53. 瀧澤武雄『日本の貨幣の歴史』
54. 村瀬信一『帝国議会改革論』
55. 菊池勇夫『近世の飢饉』
56. 泉谷康夫『興福寺』
57. 永原慶二『荘園』
58. 二木謙一『中世武家の作法』
59. 古川隆久『戦時議会』
60. 永積洋子『朱印船』
61. 深谷克己『津藩』
62. 三谷博『ペリー来航』
63. 長谷川成一『弘前藩』
64. 塩崎弘明『日本と国際連合』
65. 丸山雍成『参勤交代』
66. 藤野保『佐賀藩』
67. 五野井隆史『キリシタンの文化』
68. 松本四郎『城下町』
69. 三宅紹宣『幕長戦争』
70. 麓慎一『開国と条約締結』